# Lenguas ugrofinesas
Las lenguas ugrofinesas, o  finoúgrias forman una subfamilia de las lenguas urálicas. Demográficamente, el húngaro, el finés y el estonio son las lenguas más destacadas del grupo. A diferencia de muchas de las otras lenguas habladas en Europa, las lenguas finoúgrias no forman parte de la familia indoeuropea. 
Las lenguas urálicas incluyen también a las lenguas samoyedas e, históricamente, se ha usado el término finoúgrio como sinónimo de urálico, aunque no es el uso moderno más extendido. Muchas de las más pequeñas lenguas finoúgrias están en peligro de extinción.

## Introducción
Como grupo lingüístico, el fino-ugrio es un grupo filogenético discutido y no aceptado universalmente como subdivisión válida dentro de las lenguas urálicas; de hecho, actualmente no existe ninguna reconstrucción adecuada del protofinoúgrio. Aunque algunos autores han intentado un esbozo de reconstrucción, dichos intentos son discutidos.
Las dificultades principales parecen estar relacionadas con las lenguas ugrias, cuya pretendida cercanía con el húngaro ha sido puesta en duda. Si bien las lenguas ob-úgricas (mansi/ostyak y janty/vogul) están cercanamente emparentadas, pese a ciertas referencias históricas confusas, no se ha probado una relación más estrecha del húngaro con estas lenguas que con otras lenguas urálicas.

## Orígenes del fino-ugrio
El lugar originario (urheimat) del protofinoúgrio, la hipotética protolengua de las modernas lenguas finoúgrias, no puede ser localizado ni siquiera aproximadamente. El área que se corresponde con la actual Rusia europea central y norte (esto es, al oeste de los Urales) es la zona que se estima como la más probable, para una época que dataría del tercer milenio a. C.[cita requerida] Esto viene sugerido por la gran diversidad interfamiliar en el ámbito de la zona media del Volga; tres ramas bien diferenciadas de la familia, mordvino, mari y pérmico, están localizadas en esta región.
Los nombres reconstruidos para plantas y animales (por ejemplo, piceas, pino siberiano, abeto siberiano, etc.) son consistentes con esta localización. El protourálico reconstruido contiene extranjerismos tomados de las lenguas indoiranias, especialmente las palabras para "miel" y "abeja", probablemente de la época en que las tribus indo-iranias (como los escitas y los sármatas) habitaron las estepas euroasiáticas.
Hay evidencias de que antes de la llegada de las tribus de lenguas eslavas al área de la actual Rusia, hablantes de finoúgrio podrían haberse dispersado a lo largo de toda el área entre los Urales y el mar Báltico. Esta era la distribución de la Cultura de la Cerámica del Peine (así llamada porque sus diseños decorativos se asemejan a la huella de un peine), una cultura de la Edad de Piedra que podría adecuarse a la poblaciones de hablantes de fino-ugrio, c. 4200 a. C. – c. 2000 a. C.
Ha habido intentos de relacionar las lenguas finoúgrias con las lenguas indoeuropeas, pero no hay suficientes similitudes para vincularlas con alguna certeza. Existen similares terminaciones flexivas, pero el hecho de que estén o no genéticamente relacionadas es irresoluble. El léxico común no achacable a préstamos es muy escaso y no se ha establecido ninguna ley fonética. Por el contrario, se ha sugerido que las lenguas germánicas evolucionaron a partir de una lengua indoeuropea, como las lenguas celtas, impuesta sobre un sustrato finés, aunque no existen pruebas suficientemente satisfactorias al respecto.
Una parte del léxico fino-báltico no es compartido con el resto de las lenguas fino-ugrias, lo que puede ser debido a un sustrato pre-fínico, que puede coincidir en parte con el sustrato de las lenguas bálticas indoeuropeas. En relación con las lenguas sami (lápico), se ha sugerido la hipótesis de que los antecesores del sami hablaban originalmente una lengua diferente, pero que adoptaron su lengua actual bajo la presión de sus vecinos hablantes de finés.
La teoría de que el origen del fino-ugrio se corresponde con una extensa área en el norte de Europa ha sido apoyada más por los datos arqueológicos y genéticos que por los resultados lingüísticos. Especialmente, Kalevi Wiik ha afirmado que el protofinoúgrio fue la lengua original en la mayor parte de la Europa central y norte y que los primeros hablantes de finoúgrio y sus lenguas se originaron en el territorio de la moderna Ucrania (la llamada Ucrania refugiada) durante el último periodo glacial, cuando la totalidad del norte de Europa fue cubierta por el hielo. Esta hipótesis, sin embargo, ha sido rechazada por casi todos los expertos en lingüística comparada del fino-ugrio; el modelo de Wiik ha sido criticado por confundir conceptos genéticos, arqueológicos y lingüísticos y muchos expertos ven la teoría como pseudocientífica.

## Clasificación
- rama ugria
  - lengua húngara
  - grupo obi-ugrio
    - lengua janty (también llamada ostiaco)
    - lengua mansi (también llamada vogul)
- rama fino-permia
  - grupo permio
    - lengua udmurta
    - lengua komi: posee tres variantes literarias
      - lengua komi-ziriana
      - lengua komi-permia
      - lengua komi-yazva

  - grupo fino-volgaico
    - lengua mari o cheremís
      - mari superior
      - mari bajo-oriental

    - subgrupo mordvino
      - lengua mordvina -erzia
      - lengua mordvina -moksha

    - lenguas muertas de este grupo, poco conocidas
      - muroma
      - lengua meria
      - lengua meschera

  - grupo balto-finés
    - finés
    - ingrio
    - carelio
    - vepsio
    - voto
    - estonio
    - võro o estonio meridional: a veces se le considera un dialecto del estonio
    - livonio
    - lenguas saami o laponas

## Características comunes

### Gramática
Los rasgos más destacados de las lenguas finoúgrias son su armonía vocálica y la gradación de sus consonantes, que consiste en la alternancia entre dos tipos de fonemas consonánticos. Lingüísticamente pertenecen al tipo aglutinante. 
Los intentos por conectar este grupo con otras lenguas de la rama túrquica y con las lenguas indoeuropeas, sobre todo, han conseguido pruebas que muestran algunas similitudes, pero no ofrecen ninguna conexión concluyente. El primer finoúgrio, la antigua lengua madre que se ha reconstruido en la actualidad, se enriqueció por haber estado en contacto con el iranio. Posteriormente las lenguas finesas aumentaron su léxico a partir de préstamos de las lenguas germánicas y eslavas, concretamente del ruso. El húngaro ha recibido influencias del alemán, persa, el latín, el eslavo y las lenguas turcas. En las actuales lenguas finoúgrias existe una heterogeneidad notable y prácticamente no hay ningún rasgo común en todo el grupo.

### El pez vivo nada en agua
El pez vivo nada en agua es una traducción aproximada al idioma español de una oración completa, la cual muestra el origen común de las 3 lenguas finoúgrias más difundidas: finés, estonio y húngaro. El filólogo estonio Mall Hellam, quien propuso la frase como muestra de un origen común, incluso ha llegado a señalar que la oración es mutuamente inteligible entre los 3 idiomas. Sin embargo, el hecho de que sólo una oración sea inteligible entre dichos idiomas, muestra las divergencias entre las lenguas fino-pérmicas y las lenguas urálicas.
En cada idioma, la oración es la siguiente:
- finés: Elävä kala ui veden alla.
- estonio: Elav kala ujub vee all.
- húngaro: Eleven hal úszik a víz alatt.

A pesar de que el origen común resulta fácil de distinguir, la oración en realidad no es mutuamente inteligible: un investigador de la Universidad de Pensilvania asegura que un finlandés no podría entender la oración en húngaro y viceversa. De todas maneras, cada una de las palabras tiene su origen en un finoúgrio primitivo y no es producto de intercambios lingüísticos recientes.

### Comparación léxica
Los numerales en diferentes lenguas finoúgrias son:
| GLOSA | PROTO- FINO-BÁLTICO | PROTO- LAPÓN | PROTO- PÉRMICO | PROTO- MORDVINO | PROTO- MARI | PROTO- UGRIO | PROTO- FINOÚGRIO |
| ----- | ------------------- | ------------ | -------------- | --------------- | ----------- | ------------ | ---------------- |
| '1'   | *yk-ci              | *(w)ëk-të    | *ɵk-ti         | *vejk-          | *ik-tə      | *əgʲ-        | *wik-tɨ          |
| '2'   | *kak-ci             | *kuok-tē     | *kɨk           | *kaftə          | *kok-tə     | *ket-        | *käk-tɨ          |
| '3'   | *kolme              | *kolmë       | *kujim         | *kolma          | *kom-       | *qoːləm      | *kolme̮           |
| '4'   | *nʲeljä             | nʲealjē      | *nʲɨlʲ-        | *nʲilʲa         | *nɘl-       | *nʲel-       | *ńeljä           |
| '5'   | *viici              | *vit-të      | *vit-          | *vetʲæ          | *βiʦ-       | *wet         | *wit-tɨ          |
| '6'   | *kuuci              | *kut-të      | *kwatʲ         | *koto           | *kud-       | *qot         | *kuðʲ-tɨ         |
| '7'   | *säićen             | *ćiećëm      | *sʲizʲɨm       | *sʲizʲem        | *ʃɘm-       | *sæːt        | *śäjćem          |
| '8'   | *kah-(dekʃan)       | *kāk(-ʦē)    | *kɨk-jamɨs     | *kav-kso        | *kan-(dekʃ) | *nʲol-       | *10-2(?)         |
| '9'   | *yh-(dekʃan)        | *(w)ëkʰ(-ʦē) | *ɵk-mɨs        | *vej-kse        | *(ɘn-dekʃ)  | 10-1         | *10-1            |
| '10'  | *kymmen             | *lokē        | (*das)         | *kemenʲ         | *lu         | *low?        | *luke            |
Los morfemas *dekʃ(an), *das (y también los segmentos -ʦɛ/-kse) se consideran préstamos del protoindoeuropeo *deḱm "diez", ya que la palabra protourálica para "diez" tenía una forma diferente.